# Sery solankowe

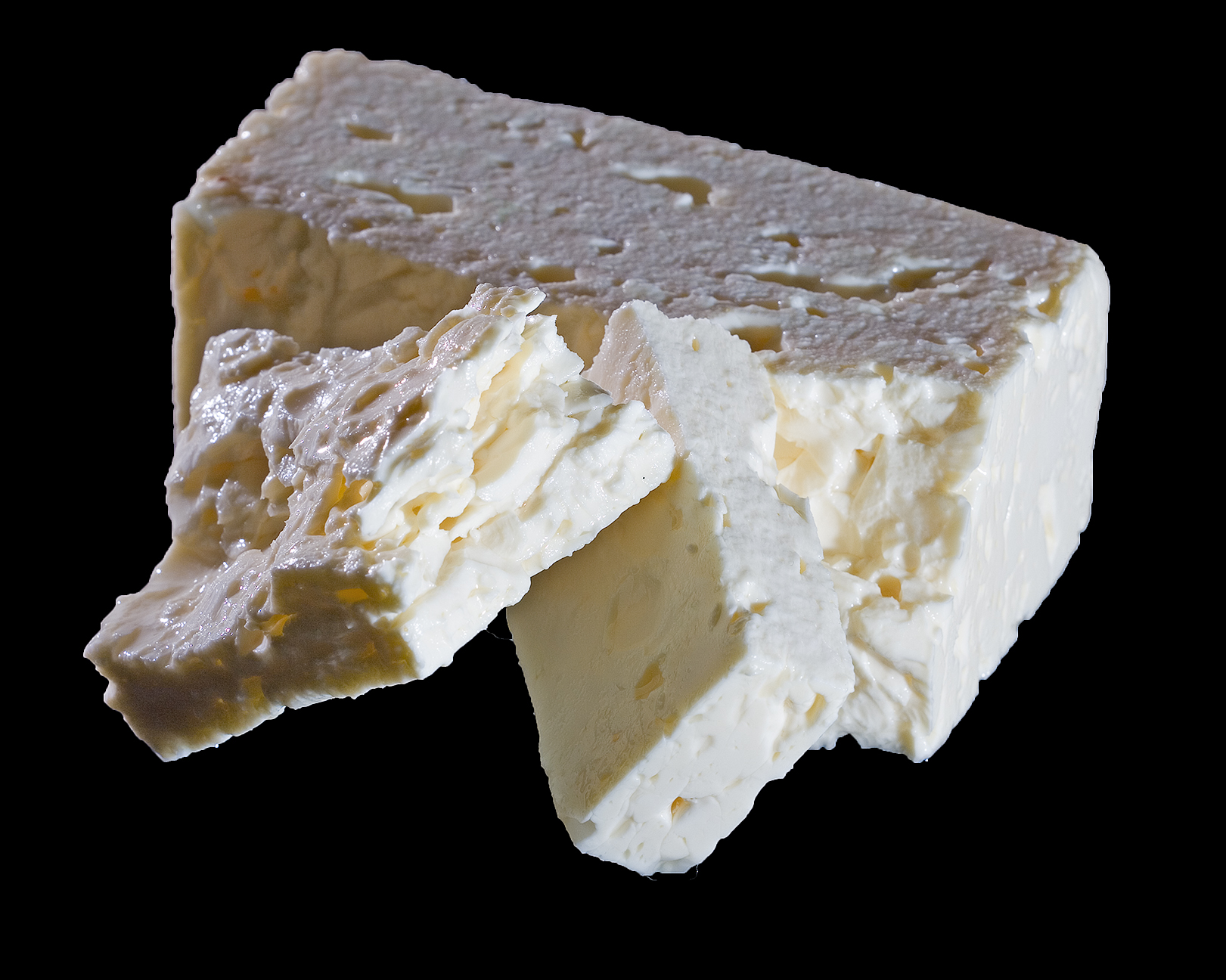
Feta

Sery solankowe – grupa serów podpuszczkowych. Surowcem do ich produkcji może być mleko owcze, krowie lub ich mieszanka (możliwy jest także dodatek mleka koziego). W procesie produkcyjnym poddawane są dojrzewaniu w zalewie solankowej. Charakteryzują się większą od innych serów zawartością soli.

## Sery należące do grupy

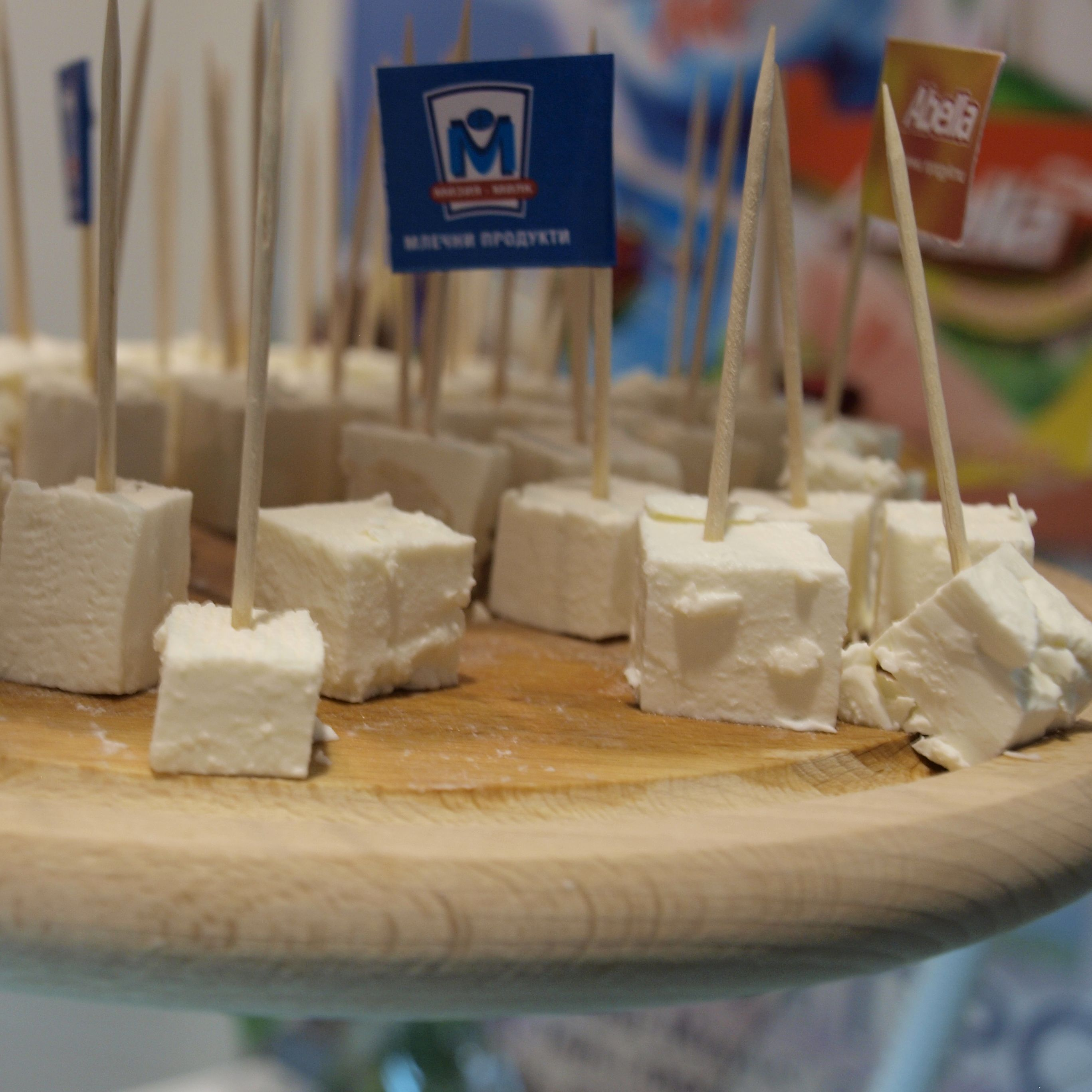
Bułgarski biały ser solankowy pokrojony w kostkę do degustacji

Do tej grupy serów należy między innymi feta pochodząca z Grecji i bułgarski biały ser solankowy. W Polsce produkowany jest należący do tej grupy solan, wytwarzany z mleka krowiego oraz bryndza. Z innych krajów, sery podobnego typu znane są w Albanii (djath i bardhë or djath i Gjirokastrës), Egipcie (domiati), Finlandii (salaattijuusto), Niemczech (Schafskäse), Gruzji (ყველი, kveli), Indiach (chhenaa, chhana, paneer), Iranie (panir lighvan), Włoszech (casu 'e fitta Sardinia), Rosji (брынза), Serbii (сир, брнза sir), Turcji (beyaz peynir) oraz Ukrainie (бринза).

## Proces produkcyjny

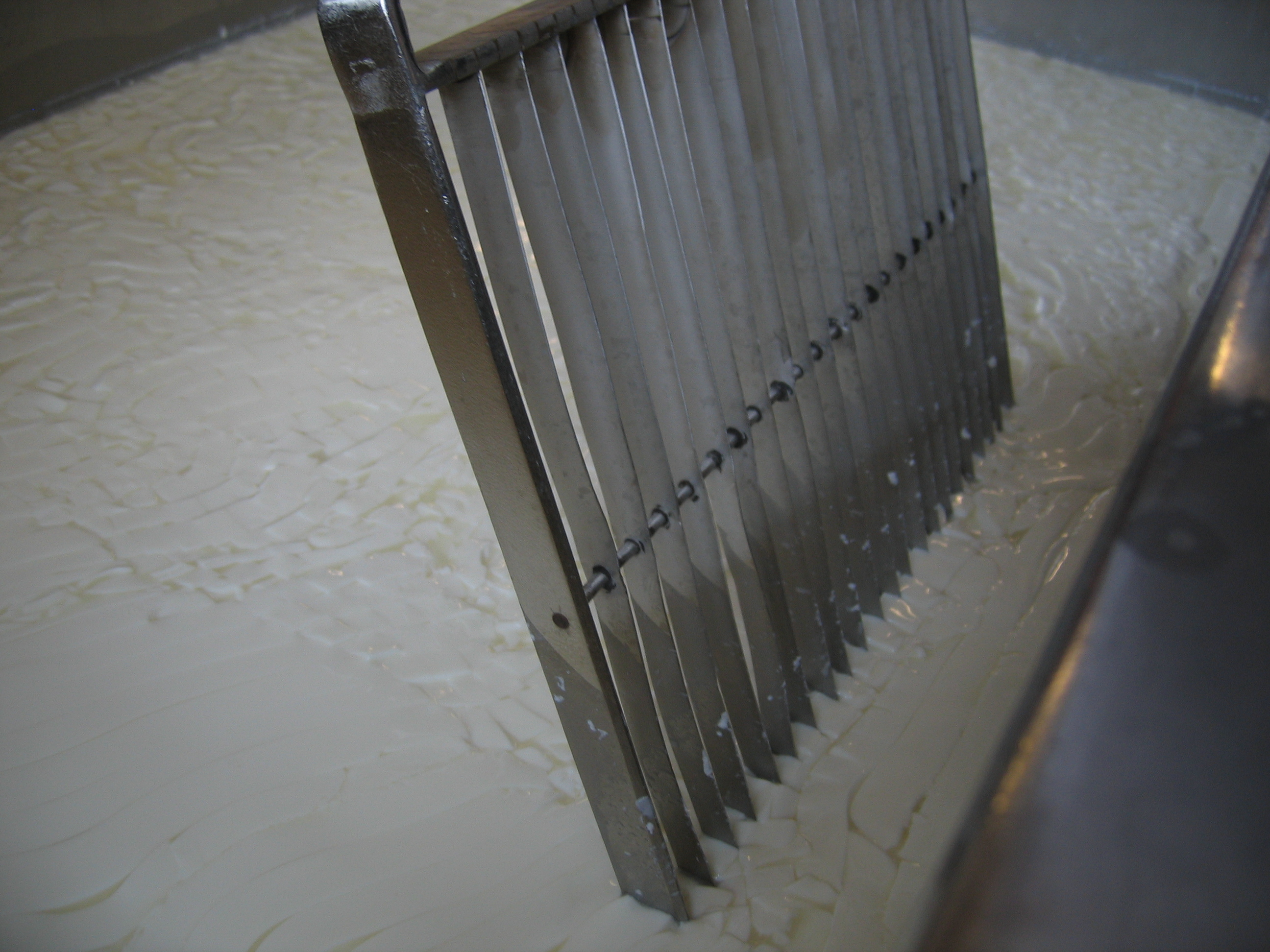
Cięcie skrzepu przy produkcji sera typu feta

Proces produkcyjny fety (w wypadku innych serów solankowych różnice są nieznaczne) rozpoczyna się od oczyszczenia w wirówce nienormalizowanego surowca, którym jest mleko owcze z dodatkiem 5% do 10% mleka koziego. Następnie poddawane jest ono pasteryzacji przez kilkanaście sekund w temperaturze 78–80°C. Po ochłodzeniu do 30–35°C jest ono zaprawiane podpuszczką oraz dodawane są chlorek wapnia i kultura bakterii jogurtowych. Dzieje się to w kotłach serowarskich. Po powstaniu skrzepu kroi się go w kotle na drobne fragmenty, miesza całość, a następnie odcedza od serwatki w formach z dziurkami w dnach. Powstałe sery kroi się na trzy części i soli kilkukrotnie na wszystkich powierzchniach w kilkugodzinnych odstępach. Ostatecznie natarte solą sery umieszcza się w pięciu warstwach w beczkach (tradycyjnie z drewna bukowego, metalowych w produkcji przemysłowej), tak aby szczelnie je wypełnić.  Po 2 lub 3 dniach przechowywania w temperaturze około 20°C sery są wyjmowane, przemywane solanką i po kolejnym soleniu ponownie pakowane do beczek, tym razem wyłożonych pergaminem i z przekładkami z dziurkowanego pergaminu, który umożliwia przepływ solanki. Następuje wówczas właściwe dojrzewanie w temperaturze około 16–18°C przez 10 do 15 dni. Następnie beczki są przenoszone do magazynu schłodzonego do 2–4°C, gdzie leżakują i są co jakiś czas obracane.